# Etanol/Varnostni list

Etanol - varnostni list

## Identifikacija snovi ali pripravka:
Trgovsko ime:  etanol 99,9%, Sinonimi: etilni alkohol, špirit, Indetifikacijska koda: 10162, 10163, 10164, 10165, 10166, 11462, 11536, Kemijsko ime: etanol, Kemijska formula: CH3CH2OH                    
Uporaba snovi ali pripravka:

## Sestava s podatki o nevarnih sestavinah:
Sestava: etanol (99,9% m/m), Indeks število: 603-002-00-5, Simbol za nevarnost:F

## Ugotovitve o nevarnih lastnostih:
Nevarnosti za človeka:
Simptomi izpostavljenosti pri vdihavanju: visoka koncentracija par lahko povzroči žgoč občutek v nosu in grlu ter ostro bolečino v očeh.Pri hujših primerih pa lahko pride do omedlevice, omotičnosti ter bruhanja.
Simptomi izpostavljenosti pri stiku s kožo: draženje. Snov izsuši kožo.
Simptomi izpostavljenosti pri stiku z očmi: draženje.
Simptomi izpostavljenosti pri zaužitju: lahko povzroči omotičnost, zmedenost, zmanjšano odzivnost, evforijo, slabost, pomanjkanje koordinacije, bruhanje in izgubo zavesti ter komo.
Nevarnost za okolje: kemikalija ni razvrščena kot okolju nevarna po EC kriterijih.
Splošne nevarnosti: lahko vnetljivo.

## Ukrepi za prvo pomoč:
Vdihavanje: ponesrečenca prenesti na svež zrak, če je potrebno, nuditi umetno dihanje, poklicati zdravnika.
Zaužitje: piti čim več vode; ponesrečenca ne siliti k bruhanju, poklicati zdravnika.
Stik s kožo in očmi:odstranimo kontaminirano obleko. Kožo sprati z milom in vodo. Če se vzdraženost nadaljuje, preskrbeti zdravniško pomoč. Oči vsaj 15 minut spirati z vodo. Če ima ponesrečenec kontaktne leče jih obvezno odstraniti. Preskrbeti zdravniško pomoč.
Oprema za prvo pomoč: tekočina za izpiranje in varnostna prha.
Informacije za zdravnika: zdravnika seznani z vzrokom poškodbe.

## Ukrepi ob požaru:
Posebne nevarnosti: ogrete posode lahko eksplodirajo, možna eksplozija par.
Primerna sredstva za gašenje: CO2, prah; večji požari: univerzalna pena ali pena za gašenje alkoholnih sredstev.
Posebna zaščitna oprema za gasilce:zaščitna obleka in zaščitna maska z lastnim dotokom [zrak|zraka]].
Nevarni produkti termičnega razpada ali gorenja: sprošča se ogljikov monoksid in ogljikov dioksid.
Posebni ukrepi v primeru požara: ne vdihavati hlapov, dima, plinov; negoreče posode hladiti z vodo in jih po možnosti odstraniti s področja požara.

## Ukrepi ob nezgodnih izpustih
Previdnostni ukrepi, ki se nanašajo na ljudi:
odstraniti vse vire vžiga, ugasniti motorje. Opozoriti vse, ki se nahajajo v bližnji okolici in v smeri pihanja vetra na nevarnost požara in vdihavanja hlapov; oddaljiti nezaščitene osebe. Pri intervenciji uporabljati ustrezno zaščitno obleko, obutev, varnostna očala in nepremočjive rokavice. Izogibati se stiku s kožo in očmi, izogibati se vdihavanju par.
Ekološki zaščitni ukrepi: preprečiti kontaminacijo zemlje in voda.
Postopki čiščenja ob nezgodnem izpustu:
prečrpati v označene kontejnerje, preostanek posuti z absorbirnim sredstvom in mehansko prenesti v označene kontejnerje.Pri prečrpavanju uporabiti eksplozijsko varne črpalke. Očiščeno mesto razlitja izprati z obilo vode. Ravnajte v skladu s predpisi.

## Ravnanje z nevarno snovjo/pripravkom in skladiščenje
Ravnanje:
nositi ustrezno zaščitno obleko, izogibati se vdihavanju par ali meglic, preprečiti stik z očmi, kožo in obleko. Izogibajte se statični elektriki. Vso opremo je potrebno ozemljiti. Pri prečrpavanju ne uporabljajte stisnjenega zraka. Uporabljati naprave in opremo zaščiteno proti eksploziji in orodje, ki ne povzroča iskrenja. Hraniti ločeno od virov vžiga - ne kaditi.
Skladiščenje:
hraniti samo v originalni posodi v suhem, hladnem in dobro prezračenem prostoru proč od virov vžiga ali toplote. Posodo skladiščiti pokončno zaradi preprečitve izlitja/razsutja. Dodatno prezračevanje potrebno, kjer je možna pristonost hlapov na delovnem mestu. Skrbeti za dobro prezračevanje, posebno na območju tal (hlapi težji od zraka).Poskrbeti, da bodo tla nepropustna in obstojna proti etanolu.
Primerni materiali:kovinski ali plastični sodi ali kontejnerji

## Nadzor nad izpostavljenostjo/varnost in zdravje pri delu
Nadzor nad izpostavljenostjo:
Tehnični zaščitni ukrepi: dobro učinkovito prezračevanje. Z dobrim lokalnim ali splošnim odsesavanjem preprečiti nastajanje hlapov/prahu. Če koncentracija hlapov/prahu  na delovnem mestu kljub tehničnim ukrepom presega mejne vrednosti, je potrebno nositi osebna zaščitna sredstva
Osebna zaščita:
Zaščita dihal: pri višjih koncentracijah uporabiti zaprt dihalni aparat za lastnim zrakom.
Zaščita rok: neoprenske ali s PVC-jem prevlečene rokavice.
Zaščita oči: nepropustna zaščitna očala.
Zaščita kože: zaščitna obleka, gumijasti škornji.
Predpisi:Pravilnik o varovanju delavcev pred tveganji zaradi izpostavljenosti kemičnim snovem pri delu.
Dodatni napotki:
osebam, ki imajo težave z dihanjem ali imajo znake alergije, ni priporočljivo delati s proizvodom. Pri preobčutljivih ljudeh se lahko pojavijo znaki draženja v koncentracijah, ki so nižje od mejne vrednosti.
Splošni varnostni in sanitarni ukrepi:
ne hraniti v bližini živil, pijač in krmil. Umazana in prepojena oblačila takoj sleči. Umiti roke pred odmorom in ob koncu dela. Zaščitne obleke shranjevati ločeno od navadne. Izogniti se stiku z očmi in kožo. Pri delu ne jesti, piti in kaditi. Na delovnem mestu naj bodo naprave za izpiranje oči. Redno vzdrževati osebna varovalna sredstva.Izogibati se sintetičnim tekstilom zaradi nastanka elektrostatičnega naboja.

## Fizikalne in kemijske lastnosti
Splošni podatki:agregatno stanje:bistra tekočina,barva:brezbarven,vonj:značilen
Podatki pomembni za zdravje, varnost in okolje:
molekulska masa: vrednost 46,07; enota g/mol, gostota: vrednost 0,79; enota g/cm³; pri 20ºC,vrelišče, vrelno območje: vrednost 78; enota ºC; pri 101,31 Kpa,tališče, talilno območje: vrednost -114; enota ºC; plamenišče: vrednost 13,7; enota ºC; metoda ASTM D 56; opomba (zaprta posoda)in vrednost 21; enota ºC; metoda ASTM D 1310;opomba (odprta posoda)
vnetišče: vrednost -; enota ºC, samovnetljivost: vrednost 370; enota ºC,Ph: vrednost 7,parni tlak: vrednost 58,1; enota hPa; pri 20ºC, eksplozijska meja: spodnja meja pri vrednosti 3,3, enota V/V; zgornja meja pri vrednosti 19, enota V/V,topnost v vodi: popolna, topnost v drugih topilih: topen v polarnih topilih, relativna gostota hlapov: vrednost 1,6,porazdelitveni koeficient n-oktanol/voda : vrednost -0,3

## Obstojnost in reaktivnost:
Obstojnost: stabilen pri normalnih pogojih skladiščenja, Nevarne okoliščine: prisotnost odprtega ognja ali nevarnih materialov, Nevarni materiali: močni oksidanti, močne anorganske snovi, Nevarni produkti: CO, CO2, Dodatne informacije: nevarnost eksplozije z: vodikov peroksid, dušikova kislina, kromov trioksid, kalcijev hipoklorid, dušikov oksid, srebrov perklorat, živosrebrov nitrat, kalijev perklorat, manganov perklorat, dižveplov diklorid, diklor heksoksid, difluor dioksid, difluor trioksid

## Toksikološki podatki
Akutna strupenost pri : vdihavanju LD50>8000 mg/kg (podgana),(brezvodni etanol), stiku s kožo LD50>20000 mg/kg (zajec),(brezvodni etanol), pri zaužitju LD50=6200 mg/kg (podgana), (brezvodni etanol).
Draženje kože: draženje in sekundarne infekcije.
Draženje oči: pare pri večjih koncentracijah povzročajo draženje.
Kancerogenost: kemikalija ni razvrščena kot karcenogena.
Mutagenost: kemikalija ni razvrščena kot mutagena.
Strupeno za razmnoževanje: kemikalija ni razvrščena kot strupena za razmnoževanje.
Preobčutljivost: Po do sedaj znanih podatkih, kemikalija ne povzroča preobčutljivosti.

## Ekotoksikološki podatki
Mobilnost: informacij ni na voljo.
Biološka razgradljivost: BPK je 84% od teoretične potrebe po kisiku (20 dnevni test), teoretična potreba po kisiku je 2,1 mg/mg, KPK = 1,99 mg/mg.
Biološka akumulacija: Log P Oct/H2O: 0,30 izmerjen.
Strupenost: v večjih količinah strupen za vodne organizme (ribe, rake, plankton).
Ribe LC50 (48ur)=8140 mg/l, nevretenčarji EC50 (48ur) = 9268-14221 mg/l (Daphina Magna), alge IC5(7d) = 5000 mg/l,
bakterije EC5 (72ur) = 65 mg/l.
Kratkotrajni in dolgotrajni učinki na okolje: kemikalija ni razvrščena kot okolju nevarna po EC kriterijih.

## Odstranjevanje
Presežek čiste spojine: ravnajte v skladu s predpisi.Kontaminirana embalaža: ravnajte v skladu s predpisi.
Predpisi: Pravilnik o ravnanju z odpadki; Pravilnik o ravnanju z embalažo in odpadno embalažo.

## Transportni podatki
Prevoz po cestah/železnici- ADR/RID:Razred: 3 vnetljive tekočine.Embalažna skupina: II. UN številka: 1170.ADR/RID ime: ETANOL. ADR/RID nalepka nevarnosti: 3. ADR/RID št. nevarnosti: 33. Predpisi: Evropski sporazum o mednarodnem cestnem prevozu nevarnega blaga - ADR.

## Zakonsko predpisani podatki o predpisih
Simbol: F Lahko vnetljivo
Opozorilni stavki (R):R11 Lahko vnetljivo, Obvestilni stavki(S): S2 Hraniti izven dosega otrok, S7 Hraniti v tesno zaprti posodi, S16 Hraniti ločeno od vžiga- ne kaditi,S46 Če pride do zaužitja, takoj poklicati zdravniško pomoč in pokazati embalažo ali etiketo.Besedilo na etiketi: Označeno po EC 200-578-6.

## Druge informacije
Zakon o kemikalijah.Pravilnik o razvrščanju, pakiranju in označevanju nevarnih pripravkov. Pravilnik o razvrščanju, pakiranju in označevanju nevarnih snovi.